# Liste des gouverneurs actuels des provinces du Laos
Cette page dresse la liste des gouverneurs actuels des 18 provinces du Laos (17 provinces au sens strict et la préfecture de Vientiane).

## Gouverneurs des provinces
| Province                | Titre      | Nom                     | Depuis (le)    |
| ----------------------- | ---------- | ----------------------- | -------------- |
| Attopeu                 | Gouverneur | Khamphan Phommatad      | .../2011       |
| Bokéo                   | Gouverneur | Khamman Sounvilert      | .../2006       |
| Borikhamxay             | Gouverneur | Pan Noymany             | .../2011       |
| Champassak              | Gouverneur | Sonexay Siphandone      | 2004/2011      |
| Houaphan                | Gouverneur | Khamhouang Heuangvongsy | Août 2010      |
| Khammouane              | Gouverneur | Kambay Damlat           | 2004/2010      |
| Luang Namtha            | Gouverneur | Phimmasone Leuangkhamma | .../2011       |
| Luang Prabang           | Gouverneur | Khampheng Saysompheng   | 2004/2011      |
| Oudomxay                | Gouverneur | Phetsakhone Luangaphay  | 21 août 2015   |
| Phongsaly               | Gouverneur | Angfou Aly              | 2010           |
| Sayaboury               | Gouverneur | Lien Thikeo             | .../2011       |
| Saravane                | Gouverneur | Sisouvan Vongchomsy     | 10 août 2015   |
| Savannakhet             | Gouverneur | Vilayvanh Phomkhe       | .../2010       |
| Sékong                  | Gouverneur | Khampeuy Bouddavieng    | .../2011       |
| Préfecture de Vientiane | Préfet     | ...                     | ...            |
| Province de Vientiane   | Gouverneur | Khammuong Phongthady    | 2004/2011      |
| Xaysomboun              | Gouverneur | Sombath Yialiher        | 2 janvier 2014 |
| Xieng Khouang           | Gouverneur | Somkod Mangnormek       | 2003/2011      |